# Alejandro Goic
Alejandro Eduardo Goic Jerez (Santiago del Cile, 11 settembre 1957) è un attore cileno.

## Biografia
Nacque a Santiago nel 1957, figlio del medico Alejandro Goic Goic e di Carmen Jerez Horta; suo zio era il senatore del Partito Democratico Cristiano del Cile Alberto Jerez Horta. Studiò all'Università del Cile e da giovane fu membro attivo della Juventud Socialista de Chile e poi del Partito Socialista del Cile; dopo il colpo di Stato del 1973, fu arrestato e torturato dalla Dirección de inteligencia nacional. Le tensioni politiche in patria lo spinsero ad emigrare in Svezia durante gli anni 80.
Attivo in campo teatrale, televisivo e cinematografico, ha recitato in numerose soap opere e oltre due dozzine di film cileni e internazionali, tra cui Jesús, Una donna fantastica, Mutt e Il club, che gli è valso l'Astor d'argento al miglior attore nel 2015.

## Filmografia parziale
- Machuca, regia di Andrés Wood (2004)
- Affetti & dispetti (La nana), regia di Sebastián Silva (2009)
- Dawson Isla 10, regia di Miguel Littín (2009)
- Joven y Alocada, regia di Marialy Rivas (2012)
- No - I giorni dell'arcobaleno (No), regia di Pablo Larraín (2012)
- Gloria, regia di Sebastián Lelio (2013)
- Carne de perro, regia di Fernando Guzzoni (2013)
- The 33, regia di Patricia Riggen (2014)
- Il club (El club), regia di Pablo Larraín (2015)
- Neruda, regia di Pablo Larraín (2016)
- Jesús, regia di Fernando Guzzoni (2016)
- Una donna fantastica (Una mujer fantástica), regia di Sebastián Lelio (2017)
- Tarde para morir joven, regia di Dominga Sotomayor Castillo (2018)
- Nessuno sa che io sono qui (Nadie sabe que estoy aquí), regia di Gaspar Antillo (2020)
- Mutt, regia di Vuk Lungulov-Klotz (2023)

## Doppiatori italiani
- Andrea Lavagnino ne Il club
- Saverio Moriones in No - I giorni dell'arcobaleno
- Davide Marzi in Affetti & dispetti